# Jałomica
Jałomica (rum. Ialomița) – rzeka w południowej Rumunii (Wołoszczyzna), lewy dopływ Dunaju. Jej długość wynosi 417 km, powierzchnia zlewni – 10 350 km², średni przepływ u ujścia – 45 m³/s.
Jałomica ma źródła na południowych stokach szczytu Omul w górach Bucegi w Karpatach Południowych. Z gór spływa na południe i koło miasta Târgoviște zmienia kierunek na południowo-wschodni. Następnie wypływa na Nizinę Wołoską i skręca na wschód. Przepływa między Ploeszti a Bukaresztem, przecina równinę Bărăgan i uchodzi do Dunaju koło wsi Giurgeni. W dolnym biegu rzeki jej koryto jest otoczone przez mokradła i słone jeziorka.
Nad dolnym biegiem Jałomicy leżą miasta Urziceni, Slobozia i Tăndărei. Na odcinku od Urziceni do ujścia wzdłuż Jałomicy biegnie droga łącząca Ploeszti z Konstancą, a na odcinku Urziceni-Tăndărei – także linia kolejowa w tym samym kierunku.
Największe dopływy Jałomicy to Cricov, Prahova i Sărata.